# Тихонова Падь
Тихонова Падь — деревня в Иркутском районе Иркутской области России. Входит в состав Ширяевского муниципального образования. Находится примерно в 40 км к северу от районного центра.

## Население
По данным Всероссийской переписи, в 2010 году в деревне проживало 227 человек (108 мужчин и 119 женщин).
| 2002 | 2010 | 2011 | 2012 |
| ---- | ---- | ---- | ---- |
| 225  | ↗227 | ↗228 | ↗232 |